# Paulus Moreelse

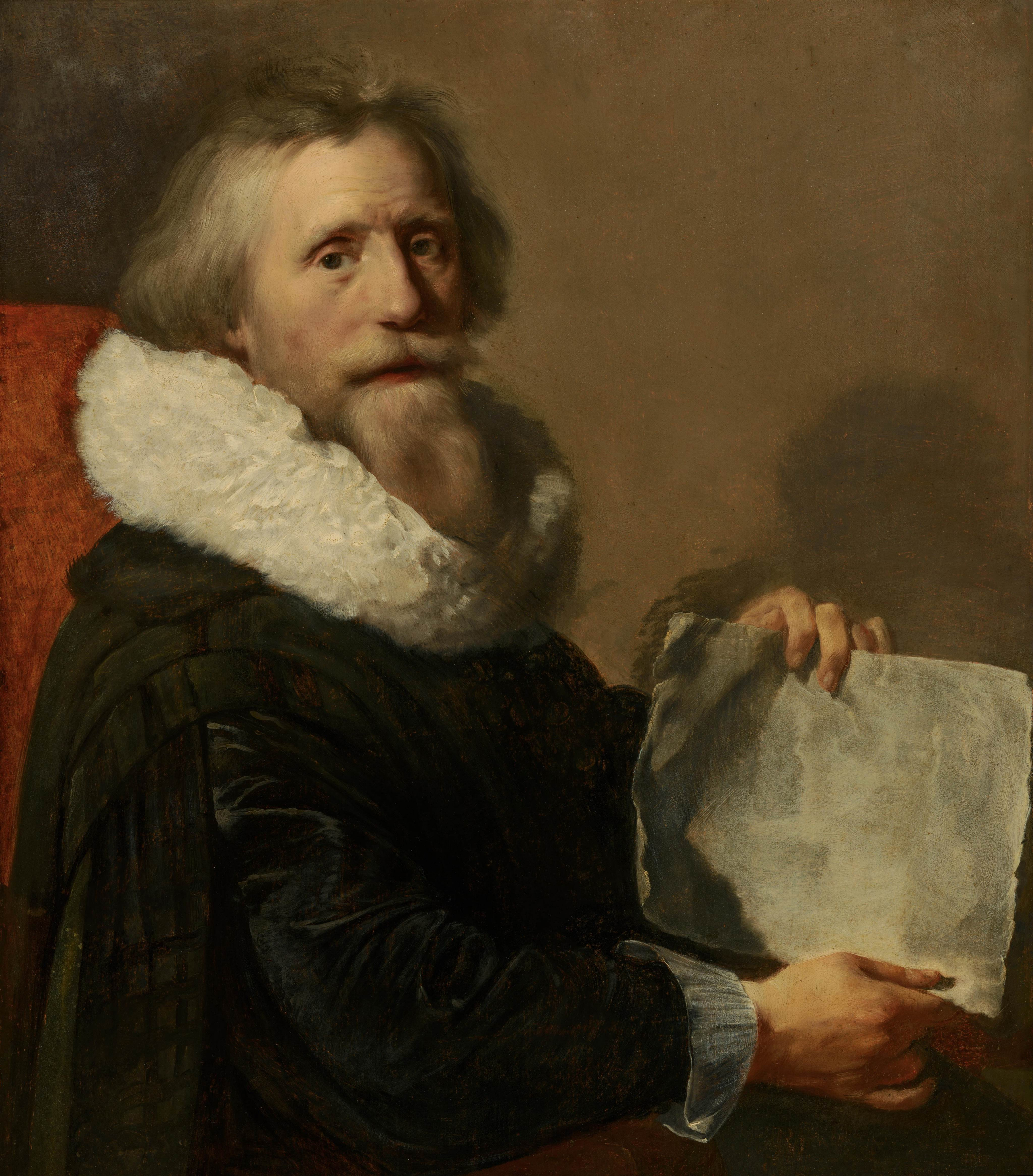
Paulus Moreelse, självporträtt, omkring 1630.

Paulus Moreelse, född 1571 i Utrecht, död där 1638, var en nederländsk konstnär.
Moreelse var lärjunge bland annat till Michiel Janszoon van Miereveld i Delft. 1598-1601 verkade han i Italien och återvände därefter 1602 till Utrecht. Moreelse var även verksam som arkitekt och poet. Han hade talrika lärjungar. Bland Moreelses motiv märks bibliska och mytologiska motiv samt porträtt- och genremåleri.
Moreelse är representerad på Rijksmuseum i Amsterdam med en grupp av ett skyttegille från 1616 samt ett självporträtt, och finns även i flera andra tyska och nederländska samlingar. Kunstmuseet i Köpenhamn har ett damporträtt, på Nivaagaard finns ett herrporträtt. En målning på Nationalmuseum, Porträtt av en man med svart hatt i handen tillskrevs tidigare Moreelse, men bedöms inte längre vara målat av honom.
Som arkitekt utförde han bland annat Katarinaporten och fasaden till Slakthuset i Utrecht.